# Wisdom – Dynamit und kühles Blut
Wisdom – Dynamit und kühles Blut (englisch Wisdom) ist ein US-amerikanisches Filmdrama von Emilio Estevez aus dem Jahr 1986. Die Hauptrollen spielten Emilio Estevez und Demi Moore.

## Handlung
Der 23-jährige John Wisdom ist vorbestraft und findet keine Arbeit. Mit Unterstützung seiner Freundin Karen Simmons begeht er Banküberfälle, bei denen er die Akten der Schuldner zerstört. Die Medien feiern ihn deshalb als Helden.
Am Ende wird Wisdom von der Polizei in einem Stadion gestellt und von schwer bewaffneten Spezialeinheiten umzingelt. Als er aufgefordert wird, sich zu ergeben, greift er nach seiner Waffe und stirbt in einem Kugelhagel.
Wisdom erwacht und reflektiert über seinen Traum.

## Kritiken
Paul Attanasio schrieb in der Washington Post, Wisdom sei für Emilio Estevez ein Opfer seiner Zeit. Als ein Thriller sei der Film „flau“ (“dull”), er biete aber auch keine gute Analyse der Psychik eines Verbrechers. Demi Moore mit ihren „sarkastischen“ Dialogparts belebe den Film.
Jack Sommersby spottete auf efilmcritic.com, die „fürchterliche“ Regie des Debütanten Estevez könne nur seiner Mutter gefallen.
Die Zeitschrift TV14 14/2006 bezeichnete den Film als „spannend“ und bescheinigte ihm „trockenen Witz“.

## Hintergrund
- Der Film spielte in den Kinos der USA etwa 5,7 Millionen US-Dollar ein.
- Der Film wurde in New Mexico, Auburn, Los Angeles, Roseville, Sacramento und Agoura (Kalifornien) gedreht.
- Wisdom war die erste Regiearbeit von Emilio Estevez (im Alter von 24 Jahren).
- Der Film ist Henry Proach – einem Freund von Emilio Estevez – gewidmet.